# Skáld
Skáld (стилизуется как SKÁLD) — французская неофолк-группа, основанная в 2018 году.
Их музыка отличается использованием древних инструментов, смешанных с техникой пения скальдов на древнескандинавском языке,. Группа находится под сильным влиянием скандинавской культуры и скандинавской мифологии.

## История

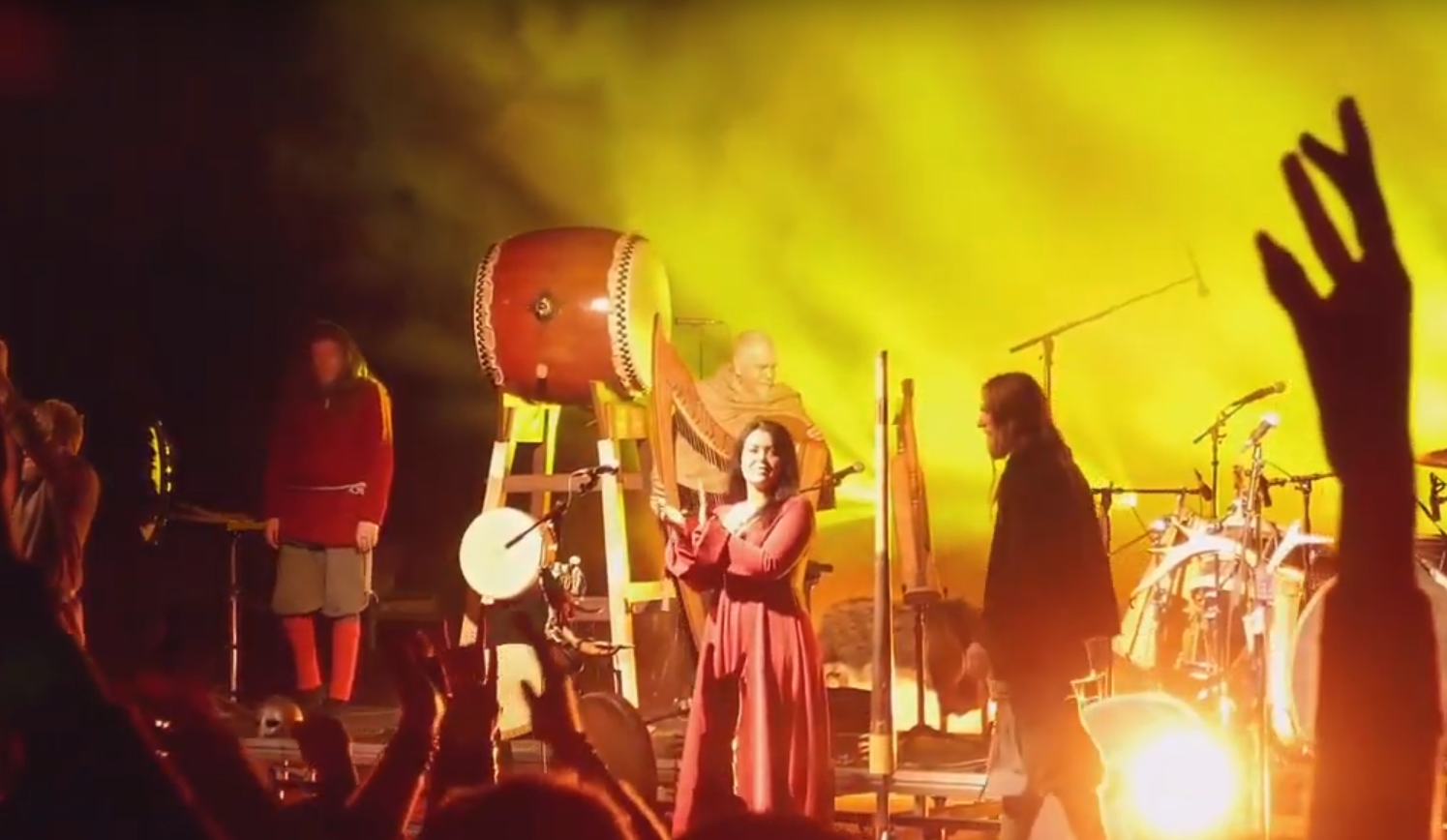
Скальд в Самар’оке в 2019 году.

Группа была образована в 2018 году под руководством продюсера Кристофа Вуазена-Буасвине из трёх певцов с очень разными тембрами. Первоначальная идея состояла в том, чтобы возродить поэзию скальдов, воспевая на древнескандинавском языке мифы и легенды из скандинавской мифологии.
Вскоре после образования в августе 2018 года, группа выпустила свой первый одноименный мини-альбом, состоящий из трёх треков. Свой первый альбом, Le Chant des Vikings, они представили 25 января 2019 года под лейблом Decca . Журнал La Grosse Radio особо отметил широкое использование традиционных инструментов, дополненных электронными звуками. Спустя два года у альбома было 80 000 покупок и 100 миллионов прослушиваний.
После выхода альбома группа дала своё первое выступление в La Cigale в Париже 20 февраля 2019. Затем последовали гастроли по Франции, прошедшие с 8 июня 2019 г. по 20 декабря 2019 г. Группа выступала в рамках тура на фестивале Hellfest в Клиссоне, а также в нескольких городах Франции, таких как Кан, Нант, Мюлуз или Ренн . Во время тура, 20 сентября, они публикуют новую версию первого альбома, содержащую два ранее не изданных трека и три кавера.
Второй альбом группы, Vikings Memories, вышел 9 октября 2020 г., всё ещё под лейблом Decca. В августе был выпущен их первый сингл Fimbulvetr.

## Музыкальный стиль
Репертуар группы в основном вдохновлен одной из самых известных эпических песен Старшей Эдды Völuspá и первой частью Младшей Эдды Gylfaginning. Этот проект энтузиастов родился в результате встречи продюсера и композитора Кристофа Вуазена-Буасвине с трио талантливых певцов с нетипичными тембрами, специалистами по технике горлового пения. Они использовали свои голоса с определённым диапазоном: «будь то гортанное или лирическое, их пение — всегда глубокое и органичное — рождает множество сильных и вызывающих воспоминания образов». Вместе они возродили поэзию древних скальдов, которые пели на своем языке — древнескандинавском — историю народов и богов викингов.
Среди используемых ими инструментов — шаманские бубны, лира, тагельхарпа, цитоль, йоухикко и никельхарпа. Они также использовали, судя по титрам в их клипе Rún, фуяру и цитру.
Племенные барабаны вызывают ассоциации с военной мощью и завоеваниями, в то время как мелодичность струн таких инструментов как лира, тальхарпа, цитоль, йоухикко или никельхарпа — раскрывает все богатство скандинавской культуры.

## Участники

### Текущий состав
- Жюстин Гальмиш — вокал
- Пьеррик Валянс — вокал, тальхарпа и никельхарпа
- Кристоф Вуазен-Буасвине — композиция и производство

В 2019 году к группе на сцене присоединились музыканты Жофре Дарру (арфа и лира) и Марти Ильмар Уйбо (ударные).

### Бывшие участники
- Мэттьё Хаусси (2018—2019) — вокал[12]
- Ксавье Бертран — вокал

## Дискография

### EP
2018: Skàld (Decca Records)
1. Gleipnir
2. Ódinn
3. Rún

2021: Winter Songs (Decca Records)
1. Jólanótt
2. Villeman Og Magnhild
3. Rún (Intimate Version)
4. Grótti (Intimate Version)
5. Þat Mælti Mín Móðir

### Студийные альбомы
2019: Le Chant des Vikings (Decca Records)
1. Enn Átti Loki Fleiri Börn
2. Rún
3. Valfreyjudrápa
4. Níu
5. Flúga
6. Gleipnir
7. Krákumál
8. Ó Valhalla
9. Ec Man Iötna
10. Yggdrasill
11. Ódinn
12. Ginnunga
13. Jóga

2019: Le Chant des Vikings (Alfar Fagrahvél) (Decca Records)
1. Enn Átti Loki Fleiri Börn
2. Rún
3. Valfreyjudrápa
4. Níu
5. Flúga
6. Gleipnir
7. Krákumál
8. Ó Valhalla
9. Ec Man Iötna
10. Yggdrasill
11. Ódinn
12. Ginnunga
13. Jóga
14. Seven Nation Army
15. Riders On The Storm
16. Hross
17. High Hopes
18. Öll Of Rök Fira

2020: Vikings Memories (Decca Records)
1. Fimbulvetr
2. Jörmungrund
3. Grótti
4. Norðrljós
5. Sækonungar
6. Þistill Mistill Kistill
7. Sólarljóð
8. Víðförla
9. Hafgerðingar
10. Í dansinum
11. Nýr

### Синглы
- 2018 г.: Rún
- 2018 г.: Ó Valhalla
- 2018 г.: Flúga
- 2019 г.: Seven Nation Army
- 2019 г.: Hross
- 2020 г.: Fimbulvetr
- 2020 г.: Grótti